# Pęckowo (Czarnków-Trzcianka)
Pour les articles homonymes, voir Pęckowo.
Pęckowo (prononciation : [pɛnt͡sˈkɔvɔ]) est un village polonais de la gmina de Drawsko dans le powiat de Czarnków-Trzcianka de la voïvodie de Grande-Pologne dans le centre-ouest de la Pologne.
Il se situe à environ 5 kilomètres à l'est de Drawsko (siège de la gmina), 33 kilomètres à l'ouest de Czarnków (siège du powiat), et à 74 kilomètres au nord-ouest de Poznań (capitale de la Grande-Pologne).

## Histoire
De 1975 à 1998, le village faisait partie du territoire de la voïvodie de Piła.

Depuis 1999, Pęckowo est situé dans la voïvodie de Grande-Pologne.